# Connie Mason
Connie Mason (Washington D. C., 24 de agosto de 1937) es una modelo y actriz estadounidense que fue Playmate de la revista masculina Playboy en junio de 1963. Mason posteriormente trabajó como actriz en películas de género gore como Blood Feast y Two Thousand Maniacs!. Fue fotografiada por Pompeo Posar como Playmate. También fue conejita de Playboy en el Chicago Club.

## Filmografía
- Blood Feast 1963
- Two Thousand Maniacs! 1964
- Tell Me That You Love Me, Junie Moon 1970
- Amantes y otros extraños 1970
- Made for Each Other 1971
- Diamonds Are Forever 1971
- El padrino II 1974
- Wanted: The Sundance Woman 1976
- Most Wanted 1976
- Family 1977
- Sudden Death 1977
- ABC Weekend Specials 1977
- Starsky & Hutch 1978
- Doctors’ Private 1978
- Best of the West 1981
- Tangiers 1982
- Simon & Simon 1984
- America’s Musical Theater 1985
- Operation Tanger (Tangiers) 1985
- Highway to Heaven 1986
- My First Love 1988
- Charlie’s Ear 1992
- Marry Me or Die 1998
- Do You Wanna Dance? 1999
- Chronicles of a Madman 2002